# Fiorello La Guardia

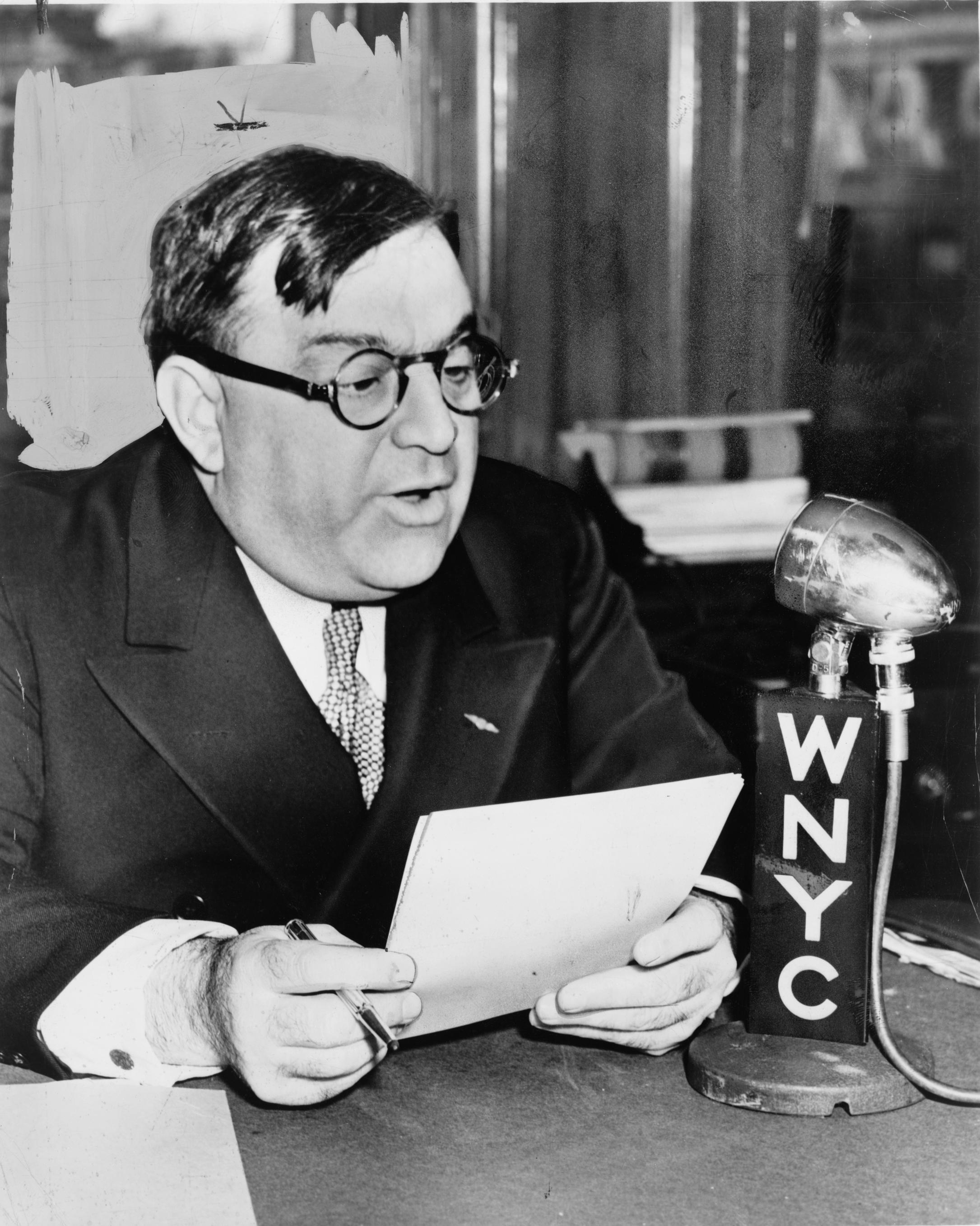
Fiorello H. La Guardia

Fiorello Henry La Guardia (geboren als Fiorello Enrico La Guardia, New York, 11 december 1882 – aldaar, 20 september 1947) was een Amerikaans politicus van de Republikeinse Partij. Hij zetelde in het Huis van Afgevaardigden van 1917 tot 1919 en opnieuw van 1923 tot 1933. La Guardia werd burgemeester van New York in 1934 en bleef drie termijnen aan, tot in 1945. La Guardia was populair als burgemeester en wordt genoemd als een van de beste burgemeesters in de geschiedenis van de stad. Hij kreeg de bijnaam "the Little Flower," de vertaling van zijn Italiaanse voornaam, Fiorello, en mogelijk een verwijzing naar zijn kleine gestalte. 

## Vernoemingen
- De luchthaven LaGuardia Airport in Flushing nabij de wijk Queens is naar hem genoemd.
- De musical Fiorello! is gebaseerd op zijn burgemeesterschap.

- Bibliothèque nationale de France: cb12372329f (data)
- CiNii: DA01516993
- Gemeinsame Normdatei: 11877848X
- International Standard Name Identifier: 0000 0000 8121 8052
- Library of Congress Control Number: n50041744
- MusicBrainz: a11ae47a-9638-4a02-8dcc-85da2f44b05b
- National Archives and Records Administration: 10582591
- Nationale bibliotheek van Australië: 35951258
- Nationale Bibliotheek van Israël: 987007264001805171
- Nationale Bibliotheek van Polen: a0000002171048
- Nederlandse Thesaurus van Auteursnamen: 074950142
- LIBRIS: 231443
- SNAC: w6ch0ffm
- Système universitaire de documentation: 076352374
- Trove: 1159864
- Biographical Directory of the United States Congress: L000007
- Virtual International Authority File: 42633908
- WorldCat: E39PBJfCB6Hp98y7p7DJ7Vfcyd